# باريس روبيه للسيدات 2024
باريس روبيه للسيدات 2024 (بالفرنسية: Paris-Roubaix Femmes 2024) هو سباق دراجات هوائية، وهو الموسم الرابع من باريس روبيه للسيدات ‏، وأقيم في 6 أبريل 2024 ضمن سباقات طواف العالم للدراجات للسيدات 2024، وشارك فيه  137 متسابقاً ووصل إلى نهايته  97 متسابقاً.
فاز بالمركز الأول، وتصدر تصنيف طواف العالم لوت كوبيكي، وفاز بالمركز الثاني إليسا بالسامو، وفاز بالمركز الثالث فايفر جورجي.

## الفرق
| فرق سيدات عالمية (15)- فريق كوجياس ميتلر لوك برو للدراجات ‏ - موفيستار للسيدات ‏ - إن إكس تي جي ريسينغ ‏ - فريق أونو إكس برو للدراجات للسيدات ‏ - Liv AlUla Jayco ‏ - يو أي أيه تيم 2024 ‏ - Ceratizit Pro Cycling ‏ - FDJ–Suez ‏ - فريق سنويب للسيدات ‏ - كانيون–إس آر إيه إم ريسينغ 2024 ‏ - Lidl–Trek (women's team) ‏ - جامبو فيسما للسيدات ‏ - إس دي وركس ‏ - بلانتور بورا سيلينج تيم ‏ - رالي سايكلنج 2024 ‏ فرق دراجات قارية سيدات (9)- شارينت ماريتايم سيلينج للسيدات ‏ - Team Komugi-Grand Est‏ - تيم كوب هايتك بوردكتس ‏ - باركهوتل فالكنبورغ ‏ - اركيا للسيدات ‏ - دروبز ‏ - Cofidis Women Team ‏ - St. Michel–Preference Home–Auber93 (women's team) ‏ - EF Education–Oatly ‏ |  |
| |  |

## المشاركون
| EF Education–Oatly ‏ EFC | EF Education–Oatly ‏ EFC | EF Education–Oatly ‏ EFC |
| ----------------------- | ----------------------- | ----------------------- |
| م                       | عداء                    | مرتبة                   |
| 1                       | أليسون جاكسون (طريق)    | 27                      |
| 2                       | Letizia Borghesi ‏       | 13                      |
| 3                       | Lotta Henttala          | لم يكمل السباق          |
| 4                       | نينا كيسلر              | 56                      |
| 5                       | Coryn Labecki           | 81                      |
| 6                       | Noemi Rüegg ‏            | 88                      |

| رالي سايكلنج ‏ HPH | رالي سايكلنج ‏ HPH   | رالي سايكلنج ‏ HPH |
| ----------------- | ------------------- | ----------------- |
| م                 | عداء                | مرتبة             |
| 11                | Katia Ragusa ‏       | 53                |
| 12                | Audrey Cordon-Ragot | 50                |
| 13                | Maëlle Grossetête ‏  | 34                |
| 14                | رومي كاسبر          | 38                |
| 15                | ليلي وليامز         | 45                |
| 16                | Alice Wood          | 73                |

| بلانتور بورا سيلينج تيم ‏ FED | بلانتور بورا سيلينج تيم ‏ FED | بلانتور بورا سيلينج تيم ‏ FED |
| ---------------------------- | ---------------------------- | ---------------------------- |
| م                            | عداء                         | مرتبة                        |
| 21                           | Marthe Truyen ‏               | 20                           |
| 22                           | ساني كانت                    | 63                           |
| 23                           | Millie Couzens ‏              | 82                           |
| 24                           | Julie De Wilde ‏              | 62                           |
| 25                           | Evy Kuijpers ‏                | 15                           |
| 26                           | Christina Schweinberger ‏     | 17                           |

| إس دي وركس ‏ SDW | إس دي وركس ‏ SDW       | إس دي وركس ‏ SDW |
| --------------- | --------------------- | --------------- |
| م               | عداء                  | مرتبة           |
| 31              | لوت كوبيكي (طريق)     | 1               |
| 32              | إيلينا سيتشيني        | 44              |
| 33              | باربرا جوارشي         | لم يكمل السباق  |
| 34              | كريستين ماجروس (طريق) | 85              |
| 35              | فيمكا ماركوس          | 48              |
| 36              | لورينا ويبيس          | 7               |

| St. Michel–Preference Home–Auber93 (women's team) ‏ AUB | St. Michel–Preference Home–Auber93 (women's team) ‏ AUB | St. Michel–Preference Home–Auber93 (women's team) ‏ AUB |
| ------------------------------------------------------ | ------------------------------------------------------ | ------------------------------------------------------ |
| م                                                      | عداء                                                   | مرتبة                                                  |
| 41                                                     | FRA                                                    | 79                                                     |
| 42                                                     | روكسان فورنييه                                         | OTL                                                    |
| 43                                                     | Célia Le Mouel ‏                                        | لم يكمل السباق                                         |
| 44                                                     | FRA                                                    | 94                                                     |
| 45                                                     | Elyne Roussel ‏                                         | OTL                                                    |
| 46                                                     | FRA                                                    | لم يكمل السباق                                         |

| جامبو فيسما للسيدات ‏ TVL | جامبو فيسما للسيدات ‏ TVL | جامبو فيسما للسيدات ‏ TVL |
| ------------------------ | ------------------------ | ------------------------ |
| م                        | عداء                     | مرتبة                    |
| 51                       | ماريان فوس               | 4                        |
| 52                       | Lieke Nooijen ‏           | 19                       |
| 53                       | Linda Riedmann ‏          | 47                       |
| 54                       | Nienke Veenhoven ‏        | 74                       |
| 55                       | Margaux Vigié ‏           | 35                       |
| 56                       | NED                      | 14                       |

| Lidl–Trek (women's team) ‏ LTK | Lidl–Trek (women's team) ‏ LTK | Lidl–Trek (women's team) ‏ LTK |
| ----------------------------- | ----------------------------- | ----------------------------- |
| م                             | عداء                          | مرتبة                         |
| 61                            | إليسا بالسامو                 | 2                             |
| 62                            | Elynor Bäckstedt ‏             | 65                            |
| 63                            | لوسيندا براند                 | لم يكمل السباق                |
| 64                            | Lauretta Hanson ‏              | 66                            |
| 65                            | Ilaria Sanguineti ‏            | 70                            |
| 66                            | Ellen van Dijk                | 6                             |

| كانيون–إس آر إيه إم ‏ CSR | كانيون–إس آر إيه إم ‏ CSR  | كانيون–إس آر إيه إم ‏ CSR |
| ------------------------ | ------------------------- | ------------------------ |
| م                        | عداء                      | مرتبة                    |
| 71                       | Elise Chabbey ‏            | 11                       |
| 72                       | Zoe Bäckstedt ‏            | 16                       |
| 73                       | تيفاني كرومويل            | 24                       |
| 74                       | ثريا بالادين              | 64                       |
| 75                       | Agnieszka Skalniak-Sójka ‏ | لم يبدأ                  |
| 76                       | Alice Towers ‏             | 58                       |

| فريق سنويب للسيدات ‏ DFP | فريق سنويب للسيدات ‏ DFP | فريق سنويب للسيدات ‏ DFP |
| ----------------------- | ----------------------- | ----------------------- |
| م                       | عداء                    | مرتبة                   |
| 81                      | فايفر جورجي (طريق)      | 3                       |
| 82                      | Rachele Barbieri ‏       | 29                      |
| 83                      | Daniek Hengeveld ‏       | 87                      |
| 84                      | فرانشيسكا كوش ‏          | 32                      |
| 85                      | Charlotte Kool ‏         | 90                      |
| 86                      | Josie Nelson ‏           | 89                      |

| FDJ–Suez ‏ FST | FDJ–Suez ‏ FST    | FDJ–Suez ‏ FST |
| ------------- | ---------------- | ------------- |
| م             | عداء             | مرتبة         |
| 91            | غريس براون       | 61            |
| 92            | Amber Kraak ‏     | 5             |
| 93            | Marie Le Net ‏    | 9             |
| 94            | غلاديس فيرهلست ‏  | 12            |
| 95            | Alessia Vigilia ‏ | 25            |
| 96            | جادي فيل         | 28            |

| Ceratizit Pro Cycling ‏ WNT | Ceratizit Pro Cycling ‏ WNT | Ceratizit Pro Cycling ‏ WNT |
| -------------------------- | -------------------------- | -------------------------- |
| م                          | عداء                       | مرتبة                      |
| 101                        | Marta Lach ‏                | 22                         |
| 102                        | ساندرا ألونسو              | 68                         |
| 103                        | Nina Berton ‏               | 40                         |
| 104                        | Mylène de Zoete ‏           | 86                         |
| 105                        | Arianna Fidanza ‏           | لم يكمل السباق             |
| 106                        | Kathrin Schweinberger ‏     | 33                         |

| يو أي أيه تيم ‏ UAD | يو أي أيه تيم ‏ UAD          | يو أي أيه تيم ‏ UAD |
| ------------------ | --------------------------- | ------------------ |
| م                  | عداء                        | مرتبة              |
| 111                | كيارا كونسوني               | 30                 |
| 112                | Anastasia Carbonari ‏ (طريق) | 97                 |
| 113                | إليزابيث هولدن              | 67                 |
| 114                | Karolina Kumięga ‏           | لم يكمل السباق     |

| Liv AlUla Jayco ‏ LAJ | Liv AlUla Jayco ‏ LAJ | Liv AlUla Jayco ‏ LAJ |
| -------------------- | -------------------- | -------------------- |
| م                    | عداء                 | مرتبة                |
| 121                  | ليتيزيا باتيرنوستر   | 21                   |
| 122                  | Teniel Campbell ‏     | 39                   |
| 123                  | Georgie Howe ‏        | 60                   |
| 124                  | Jeanne Korevaar ‏     | 36                   |
| 125                  | Amber Pate ‏          | 43                   |
| 126                  | Silke Smulders ‏      | لم يكمل السباق       |

| فريق أونو إكس برو للدراجات للسيدات ‏ UXM | فريق أونو إكس برو للدراجات للسيدات ‏ UXM | فريق أونو إكس برو للدراجات للسيدات ‏ UXM |
| --------------------------------------- | --------------------------------------- | --------------------------------------- |
| م                                       | عداء                                    | مرتبة                                   |
| 131                                     | ماريا جوليا كونفالونيري                 | 26                                      |
| 132                                     | Anniina Ahtosalo ‏ (طريق)                | 54                                      |
| 133                                     | سوزان أندرسن (طريق)                     | 23                                      |
| 134                                     | أمالي ديديريكسن                         | 31                                      |
| 135                                     | Rebecca Koerner ‏ (طريق)                 | 96                                      |

| إن إكس تي جي ريسينغ ‏ AGS | إن إكس تي جي ريسينغ ‏ AGS | إن إكس تي جي ريسينغ ‏ AGS |
| ------------------------ | ------------------------ | ------------------------ |
| م                        | عداء                     | مرتبة                    |
| 141                      | كيمبرلي لي كورت          | 10                       |
| 142                      | Maaike Boogaard ‏         | لم يبدأ                  |
| 143                      | Anya Louw ‏               | 57                       |
| 144                      | Ilse Pluimers ‏           | 41                       |
| 145                      | NED                      | 42                       |

| Cofidis Women Team ‏ COF | Cofidis Women Team ‏ COF  | Cofidis Women Team ‏ COF |
| ----------------------- | ------------------------ | ----------------------- |
| م                       | عداء                     | مرتبة                   |
| 151                     | Victoire Berteau ‏ (طريق) | 8                       |
| 152                     | Alana Castrique ‏         | 95                      |
| 153                     | فالنتاين فورتين          | 46                      |
| 154                     | سارة روي                 | 69                      |
| 155                     | Josie Talbot ‏            | 59                      |
| 156                     | كيرستي فان هافتن         | OTL                     |

| دروبز ‏ LPW | دروبز ‏ LPW             | دروبز ‏ LPW |
| ---------- | ---------------------- | ---------- |
| م          | عداء                   | مرتبة      |
| 161        | Eluned King ‏           | 76         |
| 162        | Kristýna Burlová ‏      | 93         |
| 163        | أليسيا غونزاليس بلانكو | 49         |
| 164        | Maddie Leech ‏          | 84         |
| 165        | Kaja Rysz ‏             | 83         |
| 166        | NED                    | 77         |

| موفيستار للسيدات ‏ MOV | موفيستار للسيدات ‏ MOV | موفيستار للسيدات ‏ MOV |
| --------------------- | --------------------- | --------------------- |
| م                     | عداء                  | مرتبة                 |
| 171                   | Emma Norsgaard Bjerg  | لم يكمل السباق        |
| 172                   | أود بيانيك            | لم يكمل السباق        |
| 173                   | شيلا جوتيريز          | لم يكمل السباق        |
| 174                   | Laura Ruiz Pérez ‏     | OTL                   |
| 175                   | Lucia Ruiz Pérez ‏     | 80                    |
| 176                   | أرلينيس سيرا (طريق)   | 18                    |

| اركيا للسيدات ‏ ARK | اركيا للسيدات ‏ ARK       | اركيا للسيدات ‏ ARK |
| ------------------ | ------------------------ | ------------------ |
| م                  | عداء                     | مرتبة              |
| 181                | Marie-Morgane Le Deunff ‏ | لم يكمل السباق     |
| 182                | Danielle De Francesco ‏   | OTL                |
| 183                | إميليا فهلين (طريق)      | لم يكمل السباق     |
| 184                | Amandine Fouquenet ‏      | 55                 |
| 185                | Anaïs Morichon ‏          | لم يكمل السباق     |
| 186                | Maurène Trégouët ‏        | لم يكمل السباق     |

| باركهوتل فالكنبورغ ‏ VWT | باركهوتل فالكنبورغ ‏ VWT | باركهوتل فالكنبورغ ‏ VWT |
| ----------------------- | ----------------------- | ----------------------- |
| م                       | عداء                    | مرتبة                   |
| 191                     | Femke Beuling ‏          | OTL                     |
| 192                     | Meis Poland‏             | OTL                     |
| 193                     | Scarlett Souren ‏        | 52                      |
| 194                     | NED                     | لم يكمل السباق          |
| 195                     | Sofie van Rooijen ‏      | 51                      |
| 196                     | BEL                     | OTL                     |

| فريق كوجياس ميتلر لوك برو للدراجات ‏ CGS | فريق كوجياس ميتلر لوك برو للدراجات ‏ CGS | فريق كوجياس ميتلر لوك برو للدراجات ‏ CGS |
| --------------------------------------- | --------------------------------------- | --------------------------------------- |
| م                                       | عداء                                    | مرتبة                                   |
| 201                                     | Maggie Coles-Lyster ‏                    | لم يكمل السباق                          |
| 202                                     | Sofia Collinelli ‏                       | OTL                                     |
| 203                                     | Nathalie Eklund (cyclist) ‏              | لم يكمل السباق                          |
| 204                                     | Nguyễn Thị Thật ‏ (طريق)                 | لم يكمل السباق                          |
| 205                                     | Sylvie Swinkels ‏                        | OTL                                     |
| 206                                     | Giorgia Vettorello ‏                     | OTL                                     |

| شارينت ماريتايم سيلينج للسيدات ‏ WIN | شارينت ماريتايم سيلينج للسيدات ‏ WIN | شارينت ماريتايم سيلينج للسيدات ‏ WIN |
| ----------------------------------- | ----------------------------------- | ----------------------------------- |
| م                                   | عداء                                | مرتبة                               |
| 211                                 | Constance Valentin‏                  | 91                                  |
| 212                                 | Julia Aubry ‏                        | لم يكمل السباق                      |
| 213                                 | Floraine Bernard‏                    | OTL                                 |
| 214                                 | Aurela Nerlo ‏                       | OTL                                 |
| 215                                 | Tang Xin (cyclist) ‏                 | OTL                                 |
| 216                                 | Luyao Zeng‏                          |                                     |

| تيم كوب هايتك بوردكتس ‏ HPU | تيم كوب هايتك بوردكتس ‏ HPU | تيم كوب هايتك بوردكتس ‏ HPU |
| -------------------------- | -------------------------- | -------------------------- |
| م                          | عداء                       | مرتبة                      |
| 221                        | April Tacey ‏               | 72                         |
| 222                        | Camilla Rånes Bye‏          | 37                         |
| 223                        | Monica Greenwood ‏          | 78                         |
| 224                        | Stina Kagevi ‏              | OTL                        |
| 225                        | Aidi Gerde Tuisk ‏          | OTL                        |
| 226                        | NED                        | 71                         |

| Team Komugi-Grand Est‏ GEK | Team Komugi-Grand Est‏ GEK | Team Komugi-Grand Est‏ GEK |
| ------------------------- | ------------------------- | ------------------------- |
| م                         | عداء                      | مرتبة                     |
| 231                       | CAN                       | 75                        |
| 232                       | Fabienne Buri ‏            | OTL                       |
| 233                       | Victoire Joncheray‏        | OTL                       |
| 234                       | Eliška Kvasničková ‏       | 92                        |
| 235                       | Silvia Magri ‏             | OTL                       |
| 236                       | CAN                       | OTL                       |

| EF Education–Oatly ‏ EFC | EF Education–Oatly ‏ EFC | EF Education–Oatly ‏ EFC |
| ----------------------- | ----------------------- | ----------------------- |
| م                       | عداء                    | مرتبة                   |
| 1                       | أليسون جاكسون (طريق)    | 27                      |
| 2                       | Letizia Borghesi ‏       | 13                      |
| 3                       | Lotta Henttala          | لم يكمل السباق          |
| 4                       | نينا كيسلر              | 56                      |
| 5                       | Coryn Labecki           | 81                      |
| 6                       | Noemi Rüegg ‏            | 88                      |

| رالي سايكلنج ‏ HPH | رالي سايكلنج ‏ HPH   | رالي سايكلنج ‏ HPH |
| ----------------- | ------------------- | ----------------- |
| م                 | عداء                | مرتبة             |
| 11                | Katia Ragusa ‏       | 53                |
| 12                | Audrey Cordon-Ragot | 50                |
| 13                | Maëlle Grossetête ‏  | 34                |
| 14                | رومي كاسبر          | 38                |
| 15                | ليلي وليامز         | 45                |
| 16                | Alice Wood          | 73                |

| بلانتور بورا سيلينج تيم ‏ FED | بلانتور بورا سيلينج تيم ‏ FED | بلانتور بورا سيلينج تيم ‏ FED |
| ---------------------------- | ---------------------------- | ---------------------------- |
| م                            | عداء                         | مرتبة                        |
| 21                           | Marthe Truyen ‏               | 20                           |
| 22                           | ساني كانت                    | 63                           |
| 23                           | Millie Couzens ‏              | 82                           |
| 24                           | Julie De Wilde ‏              | 62                           |
| 25                           | Evy Kuijpers ‏                | 15                           |
| 26                           | Christina Schweinberger ‏     | 17                           |

| إس دي وركس ‏ SDW | إس دي وركس ‏ SDW       | إس دي وركس ‏ SDW |
| --------------- | --------------------- | --------------- |
| م               | عداء                  | مرتبة           |
| 31              | لوت كوبيكي (طريق)     | 1               |
| 32              | إيلينا سيتشيني        | 44              |
| 33              | باربرا جوارشي         | لم يكمل السباق  |
| 34              | كريستين ماجروس (طريق) | 85              |
| 35              | فيمكا ماركوس          | 48              |
| 36              | لورينا ويبيس          | 7               |

| St. Michel–Preference Home–Auber93 (women's team) ‏ AUB | St. Michel–Preference Home–Auber93 (women's team) ‏ AUB | St. Michel–Preference Home–Auber93 (women's team) ‏ AUB |
| ------------------------------------------------------ | ------------------------------------------------------ | ------------------------------------------------------ |
| م                                                      | عداء                                                   | مرتبة                                                  |
| 41                                                     | FRA                                                    | 79                                                     |
| 42                                                     | روكسان فورنييه                                         | OTL                                                    |
| 43                                                     | Célia Le Mouel ‏                                        | لم يكمل السباق                                         |
| 44                                                     | FRA                                                    | 94                                                     |
| 45                                                     | Elyne Roussel ‏                                         | OTL                                                    |
| 46                                                     | FRA                                                    | لم يكمل السباق                                         |

| جامبو فيسما للسيدات ‏ TVL | جامبو فيسما للسيدات ‏ TVL | جامبو فيسما للسيدات ‏ TVL |
| ------------------------ | ------------------------ | ------------------------ |
| م                        | عداء                     | مرتبة                    |
| 51                       | ماريان فوس               | 4                        |
| 52                       | Lieke Nooijen ‏           | 19                       |
| 53                       | Linda Riedmann ‏          | 47                       |
| 54                       | Nienke Veenhoven ‏        | 74                       |
| 55                       | Margaux Vigié ‏           | 35                       |
| 56                       | NED                      | 14                       |

| Lidl–Trek (women's team) ‏ LTK | Lidl–Trek (women's team) ‏ LTK | Lidl–Trek (women's team) ‏ LTK |
| ----------------------------- | ----------------------------- | ----------------------------- |
| م                             | عداء                          | مرتبة                         |
| 61                            | إليسا بالسامو                 | 2                             |
| 62                            | Elynor Bäckstedt ‏             | 65                            |
| 63                            | لوسيندا براند                 | لم يكمل السباق                |
| 64                            | Lauretta Hanson ‏              | 66                            |
| 65                            | Ilaria Sanguineti ‏            | 70                            |
| 66                            | Ellen van Dijk                | 6                             |

| كانيون–إس آر إيه إم ‏ CSR | كانيون–إس آر إيه إم ‏ CSR  | كانيون–إس آر إيه إم ‏ CSR |
| ------------------------ | ------------------------- | ------------------------ |
| م                        | عداء                      | مرتبة                    |
| 71                       | Elise Chabbey ‏            | 11                       |
| 72                       | Zoe Bäckstedt ‏            | 16                       |
| 73                       | تيفاني كرومويل            | 24                       |
| 74                       | ثريا بالادين              | 64                       |
| 75                       | Agnieszka Skalniak-Sójka ‏ | لم يبدأ                  |
| 76                       | Alice Towers ‏             | 58                       |

| فريق سنويب للسيدات ‏ DFP | فريق سنويب للسيدات ‏ DFP | فريق سنويب للسيدات ‏ DFP |
| ----------------------- | ----------------------- | ----------------------- |
| م                       | عداء                    | مرتبة                   |
| 81                      | فايفر جورجي (طريق)      | 3                       |
| 82                      | Rachele Barbieri ‏       | 29                      |
| 83                      | Daniek Hengeveld ‏       | 87                      |
| 84                      | فرانشيسكا كوش ‏          | 32                      |
| 85                      | Charlotte Kool ‏         | 90                      |
| 86                      | Josie Nelson ‏           | 89                      |

| FDJ–Suez ‏ FST | FDJ–Suez ‏ FST    | FDJ–Suez ‏ FST |
| ------------- | ---------------- | ------------- |
| م             | عداء             | مرتبة         |
| 91            | غريس براون       | 61            |
| 92            | Amber Kraak ‏     | 5             |
| 93            | Marie Le Net ‏    | 9             |
| 94            | غلاديس فيرهلست ‏  | 12            |
| 95            | Alessia Vigilia ‏ | 25            |
| 96            | جادي فيل         | 28            |

| Ceratizit Pro Cycling ‏ WNT | Ceratizit Pro Cycling ‏ WNT | Ceratizit Pro Cycling ‏ WNT |
| -------------------------- | -------------------------- | -------------------------- |
| م                          | عداء                       | مرتبة                      |
| 101                        | Marta Lach ‏                | 22                         |
| 102                        | ساندرا ألونسو              | 68                         |
| 103                        | Nina Berton ‏               | 40                         |
| 104                        | Mylène de Zoete ‏           | 86                         |
| 105                        | Arianna Fidanza ‏           | لم يكمل السباق             |
| 106                        | Kathrin Schweinberger ‏     | 33                         |

| يو أي أيه تيم ‏ UAD | يو أي أيه تيم ‏ UAD          | يو أي أيه تيم ‏ UAD |
| ------------------ | --------------------------- | ------------------ |
| م                  | عداء                        | مرتبة              |
| 111                | كيارا كونسوني               | 30                 |
| 112                | Anastasia Carbonari ‏ (طريق) | 97                 |
| 113                | إليزابيث هولدن              | 67                 |
| 114                | Karolina Kumięga ‏           | لم يكمل السباق     |

| Liv AlUla Jayco ‏ LAJ | Liv AlUla Jayco ‏ LAJ | Liv AlUla Jayco ‏ LAJ |
| -------------------- | -------------------- | -------------------- |
| م                    | عداء                 | مرتبة                |
| 121                  | ليتيزيا باتيرنوستر   | 21                   |
| 122                  | Teniel Campbell ‏     | 39                   |
| 123                  | Georgie Howe ‏        | 60                   |
| 124                  | Jeanne Korevaar ‏     | 36                   |
| 125                  | Amber Pate ‏          | 43                   |
| 126                  | Silke Smulders ‏      | لم يكمل السباق       |

| فريق أونو إكس برو للدراجات للسيدات ‏ UXM | فريق أونو إكس برو للدراجات للسيدات ‏ UXM | فريق أونو إكس برو للدراجات للسيدات ‏ UXM |
| --------------------------------------- | --------------------------------------- | --------------------------------------- |
| م                                       | عداء                                    | مرتبة                                   |
| 131                                     | ماريا جوليا كونفالونيري                 | 26                                      |
| 132                                     | Anniina Ahtosalo ‏ (طريق)                | 54                                      |
| 133                                     | سوزان أندرسن (طريق)                     | 23                                      |
| 134                                     | أمالي ديديريكسن                         | 31                                      |
| 135                                     | Rebecca Koerner ‏ (طريق)                 | 96                                      |

| إن إكس تي جي ريسينغ ‏ AGS | إن إكس تي جي ريسينغ ‏ AGS | إن إكس تي جي ريسينغ ‏ AGS |
| ------------------------ | ------------------------ | ------------------------ |
| م                        | عداء                     | مرتبة                    |
| 141                      | كيمبرلي لي كورت          | 10                       |
| 142                      | Maaike Boogaard ‏         | لم يبدأ                  |
| 143                      | Anya Louw ‏               | 57                       |
| 144                      | Ilse Pluimers ‏           | 41                       |
| 145                      | NED                      | 42                       |

| Cofidis Women Team ‏ COF | Cofidis Women Team ‏ COF  | Cofidis Women Team ‏ COF |
| ----------------------- | ------------------------ | ----------------------- |
| م                       | عداء                     | مرتبة                   |
| 151                     | Victoire Berteau ‏ (طريق) | 8                       |
| 152                     | Alana Castrique ‏         | 95                      |
| 153                     | فالنتاين فورتين          | 46                      |
| 154                     | سارة روي                 | 69                      |
| 155                     | Josie Talbot ‏            | 59                      |
| 156                     | كيرستي فان هافتن         | OTL                     |

| دروبز ‏ LPW | دروبز ‏ LPW             | دروبز ‏ LPW |
| ---------- | ---------------------- | ---------- |
| م          | عداء                   | مرتبة      |
| 161        | Eluned King ‏           | 76         |
| 162        | Kristýna Burlová ‏      | 93         |
| 163        | أليسيا غونزاليس بلانكو | 49         |
| 164        | Maddie Leech ‏          | 84         |
| 165        | Kaja Rysz ‏             | 83         |
| 166        | NED                    | 77         |

| موفيستار للسيدات ‏ MOV | موفيستار للسيدات ‏ MOV | موفيستار للسيدات ‏ MOV |
| --------------------- | --------------------- | --------------------- |
| م                     | عداء                  | مرتبة                 |
| 171                   | Emma Norsgaard Bjerg  | لم يكمل السباق        |
| 172                   | أود بيانيك            | لم يكمل السباق        |
| 173                   | شيلا جوتيريز          | لم يكمل السباق        |
| 174                   | Laura Ruiz Pérez ‏     | OTL                   |
| 175                   | Lucia Ruiz Pérez ‏     | 80                    |
| 176                   | أرلينيس سيرا (طريق)   | 18                    |

| اركيا للسيدات ‏ ARK | اركيا للسيدات ‏ ARK       | اركيا للسيدات ‏ ARK |
| ------------------ | ------------------------ | ------------------ |
| م                  | عداء                     | مرتبة              |
| 181                | Marie-Morgane Le Deunff ‏ | لم يكمل السباق     |
| 182                | Danielle De Francesco ‏   | OTL                |
| 183                | إميليا فهلين (طريق)      | لم يكمل السباق     |
| 184                | Amandine Fouquenet ‏      | 55                 |
| 185                | Anaïs Morichon ‏          | لم يكمل السباق     |
| 186                | Maurène Trégouët ‏        | لم يكمل السباق     |

| باركهوتل فالكنبورغ ‏ VWT | باركهوتل فالكنبورغ ‏ VWT | باركهوتل فالكنبورغ ‏ VWT |
| ----------------------- | ----------------------- | ----------------------- |
| م                       | عداء                    | مرتبة                   |
| 191                     | Femke Beuling ‏          | OTL                     |
| 192                     | Meis Poland‏             | OTL                     |
| 193                     | Scarlett Souren ‏        | 52                      |
| 194                     | NED                     | لم يكمل السباق          |
| 195                     | Sofie van Rooijen ‏      | 51                      |
| 196                     | BEL                     | OTL                     |

| فريق كوجياس ميتلر لوك برو للدراجات ‏ CGS | فريق كوجياس ميتلر لوك برو للدراجات ‏ CGS | فريق كوجياس ميتلر لوك برو للدراجات ‏ CGS |
| --------------------------------------- | --------------------------------------- | --------------------------------------- |
| م                                       | عداء                                    | مرتبة                                   |
| 201                                     | Maggie Coles-Lyster ‏                    | لم يكمل السباق                          |
| 202                                     | Sofia Collinelli ‏                       | OTL                                     |
| 203                                     | Nathalie Eklund (cyclist) ‏              | لم يكمل السباق                          |
| 204                                     | Nguyễn Thị Thật ‏ (طريق)                 | لم يكمل السباق                          |
| 205                                     | Sylvie Swinkels ‏                        | OTL                                     |
| 206                                     | Giorgia Vettorello ‏                     | OTL                                     |

| شارينت ماريتايم سيلينج للسيدات ‏ WIN | شارينت ماريتايم سيلينج للسيدات ‏ WIN | شارينت ماريتايم سيلينج للسيدات ‏ WIN |
| ----------------------------------- | ----------------------------------- | ----------------------------------- |
| م                                   | عداء                                | مرتبة                               |
| 211                                 | Constance Valentin‏                  | 91                                  |
| 212                                 | Julia Aubry ‏                        | لم يكمل السباق                      |
| 213                                 | Floraine Bernard‏                    | OTL                                 |
| 214                                 | Aurela Nerlo ‏                       | OTL                                 |
| 215                                 | Tang Xin (cyclist) ‏                 | OTL                                 |
| 216                                 | Luyao Zeng‏                          |                                     |

| تيم كوب هايتك بوردكتس ‏ HPU | تيم كوب هايتك بوردكتس ‏ HPU | تيم كوب هايتك بوردكتس ‏ HPU |
| -------------------------- | -------------------------- | -------------------------- |
| م                          | عداء                       | مرتبة                      |
| 221                        | April Tacey ‏               | 72                         |
| 222                        | Camilla Rånes Bye‏          | 37                         |
| 223                        | Monica Greenwood ‏          | 78                         |
| 224                        | Stina Kagevi ‏              | OTL                        |
| 225                        | Aidi Gerde Tuisk ‏          | OTL                        |
| 226                        | NED                        | 71                         |

| Team Komugi-Grand Est‏ GEK | Team Komugi-Grand Est‏ GEK | Team Komugi-Grand Est‏ GEK |
| ------------------------- | ------------------------- | ------------------------- |
| م                         | عداء                      | مرتبة                     |
| 231                       | CAN                       | 75                        |
| 232                       | Fabienne Buri ‏            | OTL                       |
| 233                       | Victoire Joncheray‏        | OTL                       |
| 234                       | Eliška Kvasničková ‏       | 92                        |
| 235                       | Silvia Magri ‏             | OTL                       |
| 236                       | CAN                       | OTL                       |

## التصنيف العام النهائي
| التصنيف العام         | التصنيف العام     | التصنيف العام             | التصنيف العام | التصنيف العام |
| المتسابقة             | المتسابقة         | الفريق                    | الوقت         |               |
| --------------------- | ----------------- | ------------------------- | ------------- | ------------- |
| 1                     | لوت كوبيكي        | إس دي وركس ‏               | 3 س 47 د 13 ث |               |
| 2                     | إليسا بالسامو     | Lidl–Trek (women's team) ‏ | + 0 ث         |               |
| 3                     | فايفر جورجي       | فريق سنويب للسيدات ‏       | + 0 ث         |               |
| 4                     | ماريان فوس        | جامبو فيسما للسيدات ‏      | + 0 ث         |               |
| 5                     | Amber Kraak ‏      | FDJ–Suez ‏                 | + 0 ث         |               |
| 6                     | Ellen van Dijk    | Lidl–Trek (women's team) ‏ | + 6 ث         |               |
| 7                     | لورينا ويبيس      | إس دي وركس ‏               | + 28 ث        |               |
| 8                     | Victoire Berteau ‏ | Cofidis Women Team ‏       | + 28 ث        |               |
| 9                     | Marie Le Net ‏     | FDJ–Suez ‏                 | + 28 ث        |               |
| 10                    | كيمبرلي لي كورت   | إن إكس تي جي ريسينغ ‏      | + 28 ث        |               |
|                       |                   |                           |               |               |
| مصدر: ProCyclingStats |                   |                           |               |               |

### تصنيف النقاط
| تصنيف النقاط          | تصنيف النقاط         | تصنيف النقاط              | تصنيف النقاط | تصنيف النقاط |
| المتسابقة             | المتسابقة            | الفريق                    | النقاط       |              |
| --------------------- | -------------------- | ------------------------- | ------------ | ------------ |
| 1                     | لوت كوبيكي           | إس دي وركس ‏               | 2110 نقطة    |              |
| 2                     | إليسا بالسامو        | Lidl–Trek (women's team) ‏ | 1828 نقطة    |              |
| 3                     | لورينا ويبيس         | إس دي وركس ‏               | 1212 نقطة    |              |
| 4                     | إليسا ونغو بورغيني   | Lidl–Trek (women's team) ‏ | 1123 نقطة    |              |
| 5                     | ماريان فوس           | جامبو فيسما للسيدات ‏      | 920 نقطة     |              |
| 6                     | Puck Pieterse ‏       | بلانتور بورا سيلينج تيم ‏  | 920 نقطة     |              |
| 7                     | Neve Bradbury ‏       | كانيون–إس آر إيه إم ‏      | 710 نقطة     |              |
| 8                     | شيرين فان أنروي      | Lidl–Trek (women's team) ‏ | 684 نقطة     |              |
| 9                     | Katarzyna Niewiadoma | كانيون–إس آر إيه إم ‏      | 660 نقطة     |              |
| 10                    | فايفر جورجي          | فريق سنويب للسيدات ‏       | 632 نقطة     |              |
|                       |                      |                           |              |              |
| مصدر: ProCyclingStats |                      |                           |              |              |

## تصنيف الفرق

### الفرق حسب النقاط
| ترتيب الفرق حسب النقاط | ترتيب الفرق حسب النقاط    | ترتيب الفرق حسب النقاط | ترتيب الفرق حسب النقاط |
| الفريق                 | الفريق                    | النقاط                 |                        |
| ---------------------- | ------------------------- | ---------------------- | ---------------------- |
| 1                      | Lidl–Trek (women's team) ‏ | 4562 نقطة              |                        |
| 2                      | إس دي وركس ‏               | 4087 نقطة              |                        |
| 3                      | كانيون–إس آر إيه إم ‏      | 2438 نقطة              |                        |
| 4                      | يو أي أيه تيم 2024 ‏       | 2145 نقطة              |                        |
| 5                      | فريق سنويب للسيدات ‏       | 2133 نقطة              |                        |
| 6                      | جامبو فيسما للسيدات ‏      | 1818 نقطة              |                        |
| 7                      | FDJ–Suez ‏                 | 1668 نقطة              |                        |
| 8                      | بلانتور بورا سيلينج تيم ‏  | 1650 نقطة              |                        |
| 9                      | Liv AlUla Jayco ‏          | 1435 نقطة              |                        |
| 10                     | إن إكس تي جي ريسينغ ‏      | 1238 نقطة              |                        |
|                        |                           |                        |                        |
| مصدر: ProCyclingStats  |                           |                        |                        |

## تصانيف فرعية

### تصنيف أفضل شاب
| تصنيف أفضل شابة       | تصنيف أفضل شابة | تصنيف أفضل شابة           | تصنيف أفضل شابة | تصنيف أفضل شابة |
| المتسابقة             | المتسابقة       | الفريق                    | الوقت           |                 |
| --------------------- | --------------- | ------------------------- | --------------- | --------------- |
| 1                     | Puck Pieterse ‏  | بلانتور بورا سيلينج تيم ‏  |                 |                 |
| 2                     | شيرين فان أنروي | Lidl–Trek (women's team) ‏ |                 |                 |
| 3                     | Neve Bradbury ‏  | كانيون–إس آر إيه إم ‏      |                 |                 |
|                       |                 |                           |                 |                 |
| مصدر: ProCyclingStats |                 |                           |                 |                 |

## وصلات خارجية
- لمحة عن سباق باريس روبيه للسيدات 2024 على موقع  ProCyclingStats   (برو  سايكلنج  ستاتس) - إحصاءات  محترفي  الدراجات.
- باريس روبيه للسيدات 2024 على موقع إحصائيات الدراجات الإحترافية (الإنجليزية)